# Сафир, Мориц Готлиб
Мориц Готлиб Сафир (нем. Moritz Gottlieb Saphir; 8 февраля 1795 — 5 сентября 1858) — австрийский писатель-сатирик и журналист еврейского происхождения.

## Биография
Мориц Готлиб Сафир, урожденный Моисей Сафир, родился в семье купца Готлиба (Израиля) Сафира и его жены Шарлотты Брюль. Моисея отправили в иешиву в Братиславе, чтобы он выучился на раввина. В одиннадцать лет он поссорился с семьей и самостоятельно отправился в Прагу, чтобы учиться в пражской иешиве.
Вскоре Сафир открыл для себя европейскую литературу и стал изучать английский, немецкий и романские языки. В 1814 году семья отказала ему в финансовой поддержке, и Сафир вынужден был вернуться домой. Однако позже он предпринял путешествие в Пешт, Венгрия, чтобы изучать латынь и греческий. В Пеште Сафир решил стать литератором. Первая его книга, Poetische Erstlinge (1821), получила благоприятные отзывы. Издатель Адольф Бойерле (Adolf Bäuerle) пригласил его в Вену, чтобы Сафир писал для газеты Wiener Theaterzeitung. Но полные насмешек статьи Сафира были непопулярны, и он уехал в Берлин. В Берлине Сафир основал воскресное литературное общество «Туннель через Шпрее».
Сатирические очерки Сафира стали причиной враждебного отношения к нему. Драматург Курт Шалль вызвал его на дуэль, сатирическая поэма о Генриетте Зонтаг стала причиной краткосрочного заключения в тюрьму. В 1829 году Сафир переехал в Мюнхен, но его сатира против правителей Баварии снова привели его в тюрьму, за которой последовала депортация. Сафир бежал в Париж, где быстро стал знаменит благодаря серии лекций. Луи-Филипп I пригласил Сафира остаться, но в 1831 году он вернулся в Баварию, где стал редактором Bayerischer Beobachter. В следующем году Сафир принял протестантизм, вскоре последовало официальное прощение властей, и Сафир получил место чиновника в Королевском театре. В 1834 году он вернулся в Вену, где и оставался до конца жизни.
До 1837 года Сафиру запрещали открыть свою газету, после снятия запрета он основал издание «Юморист» (Der Humorist), просуществовавшее до 1862 года. Сафир оставался редактором «Юмориста» до своей смерти в 1858 году. Во время революции 1848 года он возглавил Ассоциацию революционных писателей, но вскоре отказался от председательства и уехал в Баден, где оставался до прекращения волнений. Новое поколение писателей относилось к Сафиру как к реакционеру. Нестрой и Кастелли считались его врагами. Сафир ездил по Германии, Австрии и Франции, выступая с лекциями. После одной из своих поездок он развелся с женой.
Летом 1858 года Сафир поехал в Баден, где умер 5 сентября. Похоронен на протестантском кладбище Матцлайндорф (место 1/168) в Вене.

## Произведения
- Poetische Erstlinge (1821)
- Konditorei des Jokus (1828)
- Dumme Briefe (1834)
- Deklamatorische Soirée (1858)

### Основанные Сафиром газеты
- Mitternachtsblatt für den Sternenhimmel der Laune und des Humors (1830)
- Der deutsche Horizont. Ein humoristisches Blatt für Zeit, Geist und Sitte (Jaquet, München, 1.1831-4.1834)
- Der Humorist. Eine Zeitschrift für Scherz und Ernst, Kunst, Theater, Geselligkeit und Sitte (Bolte, Wien, 1.1837-25.1862), sometimes accompanied by a Humoristisch-satyrischer Volkskalender (1.1851-8.1858). Information Архивная копия от 15 февраля 2015 на Wayback Machine and facsimiles provided by ANNO